# Cedric Hunter
Cedric R. Hunter (Omaha, Nebraska; 16 de enero de 1965) es un exjugador de baloncesto estadounidense que jugó una temporada en la NBA, desarrollando el resto de su carrera en las ligas menores WBL y CBA. Con 1,83 metros de estatura, lo hacía en la posición de base.

## Trayectoria deportiva

### Universidad
Jugó cuatro temporadas con los Jayhawks de la Universidad de Kansas, en las que promedió 8,7 puntos, 5,8 asistencias y 3,5 rebotes por partido. en sus dos últimas temporadas fue incluido en el segundo mejor quinteto de la Big Eight Conference, tras liderar en ambas la clasificación de mejores pasadores, promediando 7,1 y 6,1 por partido respectivamente.

### Profesional
Tras no ser elegido en el Draft de la NBA de 1987, fichó por los Topeka Sizzlers de la CBA, conde en su primera temporada promedió 11,6 puntos y 7,4 asistencias por partido. Al año siguiente fichó por los Tulsa Fast Breakers, mientras que en los veranos disputaba la WBL, competición en la que fue elegido en el mejor quinteto defensivo en dos ocasiones, en 1989 y 1990.
En 1990 fichó por los Omaha Racers, de nuevo en la CBA, donde promedió 17,2 puntos y 8,3 asistencias por partido. Recibió la llamada de la NBA mediada la temporada 1991-92, fichando por 10 días por los Charlotte Hornets. Jugó únicamente un minuto en un partido ante Miami Heat, en el que no consiguió anotar.
Acabó su carrera en la CBA, en las filas de los Sioux Falls Skyforce. Terminó como el máximo asistente histórico de la liga, con 3.815 asistencias, y como el mejor en recuperaciones de balón, con 912 robos.

## Estadísticas de su carrera en la NBA

### Temporada regular
| Año     | Equipo    | PJ | PT | MPP | %TC | %3P | %TL | RPP | APP | ROB | TPP | PPP |
| ------- | --------- | -- | -- | --- | --- | --- | --- | --- | --- | --- | --- | --- |
| 1991-92 | Charlotte | 1  | 0  | 1.0 | -   | -   | -   | .0  | .0  | .0  | .0  | .0  |
| Total   | Total     | 1  | 0  | 1.0 | -   | -   | -   | .0  | .0  | .0  | .0  | .0  |